# Vergel
Vergel är en ort i Spanien.   Den ligger i provinsen Provincia de Alicante och regionen Valencia, i den östra delen av landet, 400 km sydost om huvudstaden Madrid. Vergel ligger 23 meter över havet och antalet invånare är 4 372.
Terrängen runt Vergel är kuperad söderut, men norrut är den platt. Havet är nära Vergel åt nordost.Runt Vergel är det ganska tätbefolkat, med 139 invånare per kvadratkilometer. Närmaste större samhälle är Denia, 8,3 km öster om Vergel. 